# Bad Girls from Mars
Pour plus de détails, voir Fiche technique et Distribution.
Bad Girls from Mars est une comédie d’humour noir, un film de science-fiction et un slasher américain, écrit par Mark Thomas McGee et réalisé par Fred Olen Ray, sorti en 1991. Il met en vedettes Edy Williams, Oliver Darrow, Brinke Stevens et Jay Richardson.

## Synopsis
Quelqu’un tue les rôles principaux féminins de la production cinématographique Bad Girls from Mars. Les producteurs estiment qu’ils devraient essayer de terminer le film, même s’ils gagnent des sommes importantes grâce aux primes d’assurance, alors ils engagent la bombe sexuelle européenne Emanuelle en tant que nouveau rôle principal. Emanuelle (Edy Williams) commence immédiatement à embarrasser les producteurs en participant à des fêtes débridées dans toute la ville. Pendant ce temps, les meurtres continuent et les détectives tentent d’arrêter le responsable.

## Distribution
- Edy Williams : Emanuelle
- Oliver Darrow : TJ McMasters
- Brinke Stevens : Myra
- John Henry Richardson : Richard Trent
- James R. Sweeney : Mac Regan
- Robert Ruth : Al le flic
- Dana Bentley : Martine
- Jasae : Terry
- Al Bordighi : Ortelli
- Jerry Miller : Walt
- Don Dowe : homme masqué
- Joe Zimmerman : chauffeur de taxi
- Greta Carlson : nageuse
- Elizabeth 'Kitten' Hale : Cristy
- Adam Dresser : Agent de sécurité du studio
- Caryle Waldman : vendeur du magasin
- Mark Thomas McGee : voleur #1
- Fred Olen Ray : voleur #2[2].

## Production
Fred Olen Ray dit que le film trouve son origine dans des décors laissés par Le Masque de la mort rouge, de Roger Corman. Les décors allaient être démolis, alors Ray a décidé de les réutiliser pour un film. Un scénario a été écrit, des acteurs engagés (dont Russ Tamblyn) et Ray a tourné durant deux jours un film d'heroic fantasy, Wizards of the Demon Sword. Il a ensuite planifié le tournage du reste du film. Ils n’avaient besoin que de quatre jours et il leur restait cinq jours d’utilisation de l’équipement de prise de vues. Il restait 19 000 $ à Ray, et il a décidé de faire un autre film. Inspiré par Hollywood Boulevard (1976), Ray a décidé de faire un film sur le tournage d’un film. Il a dit qu’ils voulaient Adam West et Burt Ward, donc il y a des références à Batgirls from Mars et des symboles de chauves-souris dans le film, mais les acteurs n’étaient pas disponibles. Ray dit que c’était l’un des premiers films à mentionner Ed Wood. Quand ils ont commencé à le faire, il s’appelait Emmanuel Goes to Hollywood.

## Réception critique
Selon Ray, Demon Sword « a été un échec financier » en partie parce que le film s’est retrouvé à Troma. Cependant, Bad Girls from Mars s’est avéré très populaire, étant diffusé par Lionsgate, et a triplé l’investissement initial.
Bad Girls from Mars recueille un score d’audience de 14% sur Rotten Tomatoes.